# Liderzy Mołdawskiej Socjalistycznej Republiki Radzieckiej

## Liderzy Mołdawskiej Socjalistycznej Republiki Radzieckiej[1]

### Pierwsi Sekretarze Komunistycznej Partii Mołdawii
- tymczasowo

| # | Imię i Nazwisko             | Portret | Kadencja          | Kadencja          |
| # | Imię i Nazwisko             | Portret | Od                | Do                |
| - | --------------------------- | ------- | ----------------- | ----------------- |
| 1 | Piotr Borodin (1905–1986)   |         | 14 sierpnia 1940  | 11 lutego 1942    |
| − | Nikita Salogor (1901–1981)  |         | 13 lutego 1942    | 5 stycznia 1946   |
| 2 | Nicolae Coval (1904–1970)   |         | 5 stycznia 1946   | 3 listopada 1950  |
| 3 | Leonid Breżniew (1906–1982) |         | 3 listopada 1950  | 16 kwietnia 1952  |
| 4 | Dmitrij Gładkij (1911–1959) |         | 16 kwietnia 1952  | 7 lutego 1954     |
| 5 | Zinowij Serdiuk (1903–1982) |         | 8 lutego 1954     | 28 maja 1961      |
| 6 | Iwan Bodiul (1918–2013)     |         | 28 maja 1961      | 30 grudnia 1980   |
| 7 | Semion Grossu (ur. 1934)    |         | 30 grudnia 1980   | 16 listopada 1989 |
| 8 | Petru Lucinschi (ur. 1940)  |         | 16 listopada 1989 | 4 lutego 1991     |
| 9 | Grigore Eremei (ur. 1935)   |         | 4 lutego 1991     | 23 sierpnia 1991  |

### Głowa państwa

#### Przewodniczący Prezydium Rady Najwyższej
| # | Imię i Nazwisko               | Portret | Kadencja         | Kadencja         | Partia polityczna | Partia polityczna |
| # | Imię i Nazwisko               | Portret | Od               | Do               | Partia polityczna | Partia polityczna |
| - | ----------------------------- | ------- | ---------------- | ---------------- | ----------------- | ----------------- |
| 1 | Fiodor Browko (1904–1960)     |         | 10 lutego 1941   | 26 marca 1951    |                   | KPM               |
| 2 | Ivan Koditsa (1899–1980)      |         | 28 marca 1951    | 3 kwietnia 1963  |                   | KPM               |
| 3 | Kirill Ilyashenko (1915–1980) |         | 3 kwietnia 1963  | 10 kwietnia 1980 |                   | KPM               |
| 4 | Ivan Călin (1935–2012)        |         | 10 kwietnia 1980 | 24 grudnia 1985  |                   | KPM               |
| 5 | Alexandru Moșanu (1934-2018)  |         | 24 grudnia 1985  | 29 lipca 1989    |                   | KPM               |
| 7 | Mircea Snegur (ur. 1940)      |         | 29 lipca 1989    | 27 kwietnia 1990 |                   | KPM               |

#### Przewodniczący Rady Najwyższej
| # | Imię i Nazwisko          | Portret | Kadencja         | Kadencja        | Partia polityczna | Partia polityczna |
| # | Imię i Nazwisko          | Portret | Od               | Do              | Partia polityczna | Partia polityczna |
| - | ------------------------ | ------- | ---------------- | --------------- | ----------------- | ----------------- |
| 1 | Mircea Snegur (ur. 1940) |         | 27 kwietnia 1990 | 3 września 1990 |                   | KPM               |

#### Prezydent
| # | Imię i Nazwisko       | Portret | Kadencja        | Kadencja         | Partia polityczna | Partia polityczna |
| # | Imię i Nazwisko       | Portret | Od              | Do               | Partia polityczna | Partia polityczna |
| - | --------------------- | ------- | --------------- | ---------------- | ----------------- | ----------------- |
| 1 | Mircea Snegur (1940–) |         | 3 września 1990 | 27 sierpnia 1991 |                   | Bezpartyjny       |

### Szefowie rządu

#### Przewodniczący Rady Komisarzy Ludowych
| # | Imię i Nazwisko                | Portret | Kadencja         | Kadencja         | Partia polityczna | Partia polityczna |
| # | Imię i Nazwisko                | Portret | Od               | Do               | Partia polityczna | Partia polityczna |
| - | ------------------------------ | ------- | ---------------- | ---------------- | ----------------- | ----------------- |
| 1 | Tihon Konstantinov (1898–1957) |         | 2 sierpnia 1940  | 17 kwietnia 1945 |                   | KPM               |
| 2 | Nicolae Coval (1904–1970)      |         | 17 kwietnia 1945 | 4 stycznia 1946  |                   | KPM               |
| 3 | Gherasim Rudi (1907–1982)      |         | 5 stycznia 1946  | 4 kwietnia 1946  |                   | KPM               |

#### Przewodniczący Rady Ministrów
| #   | Imię i Nazwisko                | Portret | Kadencja         | Kadencja         | Partia polityczna | Partia polityczna |
| #   | Imię i Nazwisko                | Portret | Od               | Do               | Partia polityczna | Partia polityczna |
| --- | ------------------------------ | ------- | ---------------- | ---------------- | ----------------- | ----------------- |
| 1   | Gherasim Rudi (1907–1982)      |         | 4 kwietnia 1946  | 23 stycznia 1958 |                   | KPM               |
| 2   | Alexandru Diordiță (1911–1996) |         | 23 stycznia 1958 | 15 kwietnia 1970 |                   | KPM               |
| 3   | Petru Pascari (1929–2008)      |         | 15 kwietnia 1970 | 1 sierpnia 1976  |                   | KPM               |
| 4   | Semion Grossu (ur. 1934)       |         | 1 sierpnia 1976  | 30 grudnia 1980  |                   | KPM               |
| 5   | Ion Ustian (ur. 1939)          |         | 30 grudnia 1980  | 24 grudnia 1985  |                   | KPM               |
| 6   | Ivan Călin (1935–2012)         |         | 24 grudnia 1985  | 10 stycznia 1990 |                   | KPM               |
| (3) | Petru Pascari (1929–2008)      |         | 10 stycznia 1990 | 24 maja 1990     |                   | KPM               |
| 7   | Mircea Druc (ur. 1941)         |         | 25 maja 1990     | 5 czerwca 1990   |                   | FPM               |

#### Premierzy
| # | Imię i Nazwisko               | Portret | Kadencja       | Kadencja         | Partia polityczna | Partia polityczna |
| # | Imię i Nazwisko               | Portret | Od             | Do               | Partia polityczna | Partia polityczna |
| - | ----------------------------- | ------- | -------------- | ---------------- | ----------------- | ----------------- |
| 1 | Mircea Druc (ur. 1941),       |         | 5 czerwca 1990 | 28 maja 1991     |                   | FPM               |
| 2 | Valeriu Muravschi (1949–2020) |         | 28 maja 1991   | 27 sierpnia 1991 |                   | FPM               |